# سیارک ۸۱۸۷
سیارک ۸۱۸۷ (به انگلیسی: 8187 Akiramisawa، نامگذاری:1992XL) هشت هزار و صد و هشتاد و هفتمین سیارک کشف شده‌است که در ۱۵ دسامبر ۱۹۹۲ کشف شد.
قدر مطلق سیارک برابر ۱۳٫۰۰ است.